# Richardia scabra
Espèce
Richardia scabra est une espèce de plantes de la famille des Rubiacées.